# Blauwburgwal 15
Blauwburgwal 15 te Amsterdam is een gemankeerd gebouw aan de Blauwburgwal in Amsterdam-Centrum.
Op de plaats staat al eeuwenlang bebouwing. De Blauwburgwal bestond al eind 16e eeuw. Het pand dat adres Blauwburgwal 15 kreeg, is van veel jonger datum. Het gebouw werd rond 1882 neergezet naar ontwerp van Dolf van Gendt, befaamd om zijn neoclassicistische bouwstijl. Hij ontwierp een gebouw met twee bouwlagen met daarop een versierde puntgevel. Het gebouw diende tot veiling- en kunstzaal voor Veilinghuis de Zon, de zon was dan ook afgebeeld in de voorgevel en de naam stond in een balk. De daaronder liggende etage liet onder de daklijst festoenen in natuursteen zien met daaronder drie ramen onder natuurstenen ontlastingsbogen. De ramen zijn van elkaar gescheiden door kolommen. Alles steunt op een gevelbrede lijst die gedragen lijkt te worden door balusters en blokken natuursteen met tweemaal een lange horizontale en tweemaal een korte verticale insnede. De toegang op de begane grond bestond uit een sierlijke toegang met bijna over de gehele gevel verspreide toegangsdeuren met aan weerszijden ruimten onder frontonnetjes voor mededelingen. Alles aldus de bouwtekening. 
Aanbesteding vond plaats in mei 1882 in het verkoopzaal De Zon van L.Gijselman en Zn. aan het Singel 118 (om de hoek en zelf een rijksmonument).  In januari 1883 konden de eerste veilingen plaatsvinden.
Het gebouw was al gekortwiekt toen op 10 mei 1940 het Bombardement op de Blauwburgwal plaatsvond. Huizen aan de Blauwburgwal 19 en hoger waren direct weg, huisnummer 17 bleef met enige moeite zwaar beschadigd overeind staan, maar ging even later toch tegen de vlakte. Er stond toen al voor De Zon een gebouw van twee verdiepingen met daarboven een glaspartij. Bij het bombardement bleef het casco staan, maar al het glas en deuren waren uit de gevel geslagen. De frontonnetjes waren toen ook al weg, vermoedelijk nooit aangebracht.
Blauwburgwal 15 kreeg een nieuwe buur in een kantoor ontworpen door Theo Lammers en Karel Sijmons. Er stond toen alleen nog de begane grond en de eerste verdieping; de puntgevel was opgeofferd ten behoeve van het glazen dak. Later onderging de ingang van het originele gebouw ook een ingreep, de toegang werd gewijzigd in een roldeur.
Ondanks al die bouwkundige wijzigingen werd het resterend gebouw op 23 november 2004 tot gemeentelijk monument verklaard (204001).

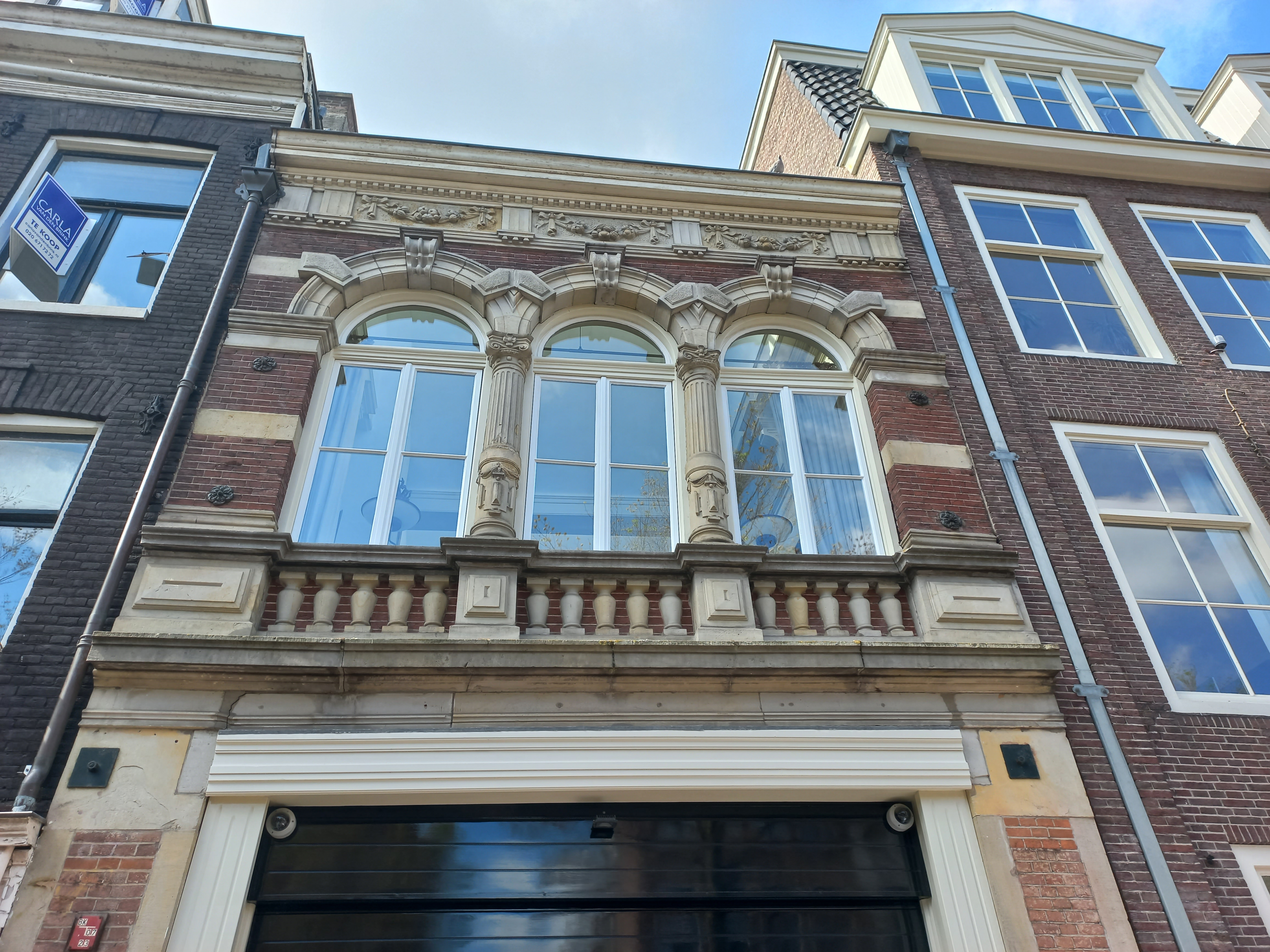
De mooie etage (mei 2022)